# Telagrion longum
Telagrion longum är en trollsländeart som först beskrevs av Selys 1876.  Telagrion longum ingår i släktet Telagrion och familjen dammflicksländor. Inga underarter finns listade i Catalogue of Life.